# (112798) Kelindsey
(112798) Kelindsey est un astéroïde de la ceinture principale.

## Description
(112798) Kelindsey est un astéroïde de la ceinture principale. Il fut découvert le 8 août 2002 à l'observatoire Palomar par Andrew Lowe. Il présente une orbite caractérisée par un demi-grand axe de 2,95 UA, une excentricité de 0,04 et une inclinaison de 2,0° par rapport à l'écliptique.

## Compléments